# Next Generation ATP Finals 2019
Die Next Generation ATP Finals 2019 fanden vom 5. bis 9. November 2019 im PalaLido in Mailand statt. Teilnahmeberechtigt waren die besten unter 21-jährigen Tennisspieler der Saison. Das Turnier war Teil der ATP Tour 2019. Titelverteidiger war der Grieche Stefanos Tsitsipas, der in diesem Jahr, trotz erfolgreicher Qualifikation, nicht antrat. Es gewann der 18-jährige Italiener Jannik Sinner.

## Qualifikation
Es qualifizierten sich die sieben bestplatzierten Spieler der Saison 2019, die zu deren Beginn 21 Jahre oder jünger waren. Der beste italienische Nachwuchsspieler erhielt eine Wildcard. Dazu kamen zwei Reservisten.
Von den ursprünglich qualifizierten Spielern verzichteten Stefanos Tsitsipas (auch für die ATP Finals 2019 qualifiziert) sowie Félix Auger-Aliassime (verletzt) und Denis Shapovalov auf eine Teilnahme, wodurch die drei nächstplatzierten Spieler nachrückten.
| ATP-Race (unter 21-Jährige) | ATP-Race (unter 21-Jährige) | ATP-Race (unter 21-Jährige) | ATP-Race (unter 21-Jährige) | ATP-Race (unter 21-Jährige) |
| #                           | Spieler                     | Punkte                      | Turniere                    | Alter                       |
| --------------------------- | --------------------------- | --------------------------- | --------------------------- | --------------------------- |
| 1                           | Stefanos Tsitsipas          | 3910                        | 25                          | 21                          |
| 2                           | Alex de Minaur              | 1730                        | 23                          | 20                          |
| 3                           | Félix Auger-Aliassime       | 1636                        | 27                          | 19                          |
| 4                           | Denis Shapovalov            | 1495                        | 25                          | 20                          |
| 5                           | Frances Tiafoe              | 1060                        | 26                          | 21                          |
| 6                           | Ugo Humbert                 | 932                         | 29                          | 21                          |
| 7                           | Casper Ruud                 | 931                         | 24                          | 20                          |
| 8                           | Miomir Kecmanović           | 901                         | 26                          | 20                          |
| 9                           | Mikael Ymer                 | 763                         | 20                          | 21                          |
| 10                          | Alejandro Davidovich Fokina | 627                         | 23                          | 20                          |
| Wildcard                    |                             |                             |                             |                             |
| 11                          | Jannik Sinner               | 596                         | 24                          | 18                          |
| Ersatzspieler               |                             |                             |                             |                             |
| 12                          | Alexei Popyrin              | 585                         | 24                          | 20                          |
| 13                          | Corentin Moutet             | 577                         | 25                          | 20                          |
| Nicht qualifiziert          |                             |                             |                             |                             |
| 14                          | Emil Ruusuvuori             | 363                         | 19                          | 20                          |
| 15                          | Rudi Molleker               | 308                         | 26                          | 19                          |

## Spielplan

### Gruppe A

#### Ergebnisse
| Spieler           | Spieler                     | Ergebnis                   |
| ----------------- | --------------------------- | -------------------------- |
| Casper Ruud       | Miomir Kecmanović           | 3:45, 3:45, 2:4            |
| Alex de Minaur    | Alejandro Davidovich Fokina | 4:2, 3:45, 4:1, 4:1        |
| Casper Ruud       | Alejandro Davidovich Fokina | 3:42, 4:32, 4:2, 3:42, 4:1 |
| Alex de Minaur    | Miomir Kecmanović           | 4:1, 4:34, 1:4, 4:0        |
| Alex de Minaur    | Casper Ruud                 | 4:1, 4:0, 4:2              |
| Miomir Kecmanović | Alejandro Davidovich Fokina | 4:1, 4:1, 4:36             |

#### Tabelle
| Pos. | Setzliste | Spieler                     | Spiele | Sätze | Punkte |
| ---- | --------- | --------------------------- | ------ | ----- | ------ |
| 1    | 1         | Alex de Minaur              | 3:0    | 9:2   | 40:19  |
| 2    | 5         | Miomir Kecmanović           | 2:1    | 7:3   | 32:36  |
| 3    | 4         | Casper Ruud                 | 1:2    | 3:8   | 29:38  |
| 4    | 7         | Alejandro Davidovich Fokina | 0:3    | 3:9   | 27:45  |

### Gruppe B

#### Ergebnisse
| Spieler        | Spieler       | Ergebnis             |
| -------------- | ------------- | -------------------- |
| Ugo Humbert    | Mikael Ymer   | 3:42, 4:1, 2:4, 1:4  |
| Frances Tiafoe | Jannik Sinner | 4:34, 2:4, 2:4, 2:4  |
| Frances Tiafoe | Ugo Humbert   | 4:2, 4:35, 3:44, 4:1 |
| Mikael Ymer    | Jannik Sinner | 0:4, 2:4, 1:4        |
| Frances Tiafoe | Mikael Ymer   | 4:2, 4:2, 4:2        |
| Ugo Humbert    | Jannik Sinner | 4:35, 3:43, 4:2, 4:2 |

#### Tabelle
| Pos. | Setzliste | Spieler        | Spiele | Sätze | Punkte |
| ---- | --------- | -------------- | ------ | ----- | ------ |
| 1    | 8         | Jannik Sinner  | 2:1    | 7:4   | 38:28  |
| 2    | 2         | Frances Tiafoe | 2:1    | 7:4   | 37:31  |
| 3    | 6         | Mikael Ymer    | 1:2    | 3:7   | 22:34  |
| 4    | 3         | Ugo Humbert    | 1:2    | 5:7   | 35:39  |

### Halbfinale
| Spieler        | Spieler           | Ergebnis           |
| -------------- | ----------------- | ------------------ |
| Alex de Minaur | Frances Tiafoe    | 4:2, 4:1, 0:4, 4:2 |
| Jannik Sinner  | Miomir Kecmanović | 2:4, 4:1, 4:2, 4:2 |

### Finale
| Spieler       | Spieler        | Ergebnis      |
| ------------- | -------------- | ------------- |
| Jannik Sinner | Alex de Minaur | 4:2, 4:1, 4:2 |